# بریدون آنده هیل
بریدون آنده هیل (به انگلیسی: Breedon on the Hill) یک روستا و محله مدنی در بریتانیا است که در North West Leicestershire واقع شده‌است. بریدون آنده هیل ۹۵۸ نفر جمعیت دارد.